# Christoffel Wiese
Christoffel Hendrik Wiese, meist nur Christo Wiese (* 10. September 1941 in Upington, Südafrika), ist ein südafrikanischer Unternehmer.

## Leben
Wieses Vater war ein Landwirt und Tankstellenbesitzer in Upington. Dort besuchte er auch die Primary School und anschließend die Paarl Boys High School in Paarl. Er erwarb einen Bachelor of Arts und einen Bachelor of Law an der Universität Stellenbosch und erhielt später einen Ehrendoktortitel derselben Universität. Er leitet das südafrikanische Einzelhandelsunternehmen Shoprite. Zudem kontrolliert er das südafrikanische Unternehmen Pepkor. Ihm gehören das Weingut Lourensford Estate bei Somerset West und ein Safariausflugsgebiet in der Kalahari, die Orxy Hunting Farm, wo auch Trophy Hunting möglich ist. Nach Angaben des US-amerikanischen Forbes Magazine hatte Wiese im März 2012 ein Vermögen von 3,1 Milliarden US-Dollar und war damit der drittreichste Südafrikaner.
Daneben war Wiese mit 23 % größter Einzelaktionär des niederländisch-südafrikanischen Möbelkonzerns Steinhoff International Holdings, den er nach dem Rücktritt des CEO Markus Jooste im Zuge eines Bilanzskandals am 5. Dezember 2017 interimistisch führte. Wenige Tage nach Amtsantritt trat auch Wiese am 14. Dezember 2017 mit sofortiger Wirkung von seinen Ämtern zurück.
Wiese wurde 2015 als wichtigster Unternehmer Südafrikas ausgezeichnet.
Wiese ist verheiratet und hat drei Kinder.